# Doris (Q135)
Pour les articles homonymes, voir Doris.
La Doris est un sous-marin français entré en service en 1930 et appartenant à la classe Circé, appelée aussi « sous-marin côtier » ou de 2e classe et  plus familièrement, « 600 tonnes ». Ce type de sous-marins était destiné aux opérations près des côtes.
Détaché par l'Amirauté française auprès de la Royal Navy, il a été coulé au début de la Seconde Guerre mondiale par le sous-marin allemand U-9 au large des Pays-Bas le 9 mai 1940 à 23 h 14.
Son équipage se composait de 42 marins, sous les ordres du lieutenant de vaisseau Favreul, plus une équipe de liaison de 3 marins britanniques. Le sous-marin a disparu corps et biens.

## L'épave
L'épave a été trouvée par deux plongeurs hollandais en juin 2003 à 36 m de fond. La position exacte de l'épave a été déterminée par le chasseur de mines Cassiopée en novembre 2003 et le bâtiment a ainsi été formellement identifié le 3 décembre 2003.

## Hommage
- Le 16 juillet 2004 a lieu une cérémonie en mer au-dessus de l'épave à bord du patrouilleur Pluvier. Il est accompagné  par le sous-marin Dolfijn de la Marine royale néerlandaise.
- Le 27 novembre 2004 a eu lieu à l'escadrille des sous-marins de Brest une cérémonie d'hommages aux disparus en présence de leurs familles.
- Une plaque commémorative est visible dans l'église de Berlancourt (Aisne), en souvenir de G. Rebouté, membre de l'équipage en 1940, disparu en mer.

## Sources
- Dossier du naufrage de la Doris (Marine nationale, 2004).
- François-Emmanuel Brézet, Histoire de la marine allemande : 1939-1945, Paris, Perrin, 1999, 398 p. (ISBN 978-2-262-01337-0 et 2-262-01337-3, OCLC 319904807).
- Jacques Favreul (le fils du Cdt de la Doris) (préf. amiral Bernard Louzeau), La "Doris" : 1930-1940 : histoire d'un sous-marin perdu, Rennes, Marines Éditions, 2009, 111 p. (ISBN 978-2-915379-99-0 et 2-915-37999-8, OCLC 470654222, BNF 41395738).